# Platform voor Duurzame Ontwikkeling
Het Platform voor Duurzame Ontwikkeling (PDO) werd in 1992 in Nederland opgericht om – met geld van de ministeries van VROM en Buitenlandse Zaken (Ontwikkelingssamenwerking) – het concept van duurzame ontwikkeling in Nederland bekend te maken. Dit was een vervolg op de VN-conferentie inzake Milieu en Ontwikkeling in 1992 in Rio de Janeiro, waar zowel westerse als derdewereldlanden zich in Agenda 21 verplichtten tot een duurzame ontwikkeling.
Directeur van het platform werd de journalist Kees Waagmeester, voormalig redacteur van Hervormd Nederland en hoofdredacteur van het Novib-opinieblad Onze Wereld.
Het platform organiseerde van 1994 tot 1999 de jaarlijkse week met acht Nationale Duurzaamheidsdebatten. Vernieuwend was daarbij dat politici voordat zij met elkaar konden gaan debatteren eerst vertegenwoordigers van de wetenschap, het bedrijfsleven, niet-gouvernementele organisaties (ngo's) en actiegroepen dienden te raadplegen.  
Ook werd voorafgaand aan de jaarlijkse debat-week de Kroniek van Duurzaam Nederland gepubliceerd, met een tiental journalistieke verkenningen in alle sectoren van de maatschappij. Dat leverde niet alleen discussiestof op, maar noodzaakte de geïnterviewde bedrijven en organisaties ook zich te bezinnen op de vraag hoe zij konden bijdragen aan duurzame ontwikkeling.
In 1995 fuseerde het Platform voor Duurzame Ontwikkeling (NPO) met de Nationale Commissie Voorlichting en Bewustwording Ontwikkelingssamenwerking tot de Nationale Commissie voor Internationale Samenwerking en Duurzame Ontwikkeling (NCDO).
Binnen de NCDO continueerde Waagmeester als adjunct-directeur het programma van het PDO.
In 1997 organiseerde de NCDO de conferentie De wereld is van God. So what?, waarbij in de Doelen in Rotterdam 1.500 vertegenwoordigers van religieuze stromingen en levensbeschouwelijke organisaties spraken over wat duurzaamheid voor hen betekent. . 
In 1998 volgde het congres over De gehaaste samenleving. . 
In 1999 organiseerde de NCDO de reizende tentoonstelling Dromen die uitkomen met tientallen voorbeelden van duurzame ontwikkeling in de praktijk. .
In 2017 werden de uitvoerende werkzaamheden van de NCDO beëindigd.